# Tipos de velas (náutica)
Tipos de velas.
A. vela quadrada baixa.
B. vela quadrada alta.
C. triangular na antena, latina.
D. triangular, lança.
E. áurica no chifre e no tronco, brigantina.
G. áurica na antena.
H. áurica na esteira.
J. quadrangular em espicha.
K. trapezoidal.
L. triangular.
M. quadrangular na antena, vela árabe.
N. em sarrafos (junco).
Em função da época e do lugar, a forma das velas, que vai caracterizar o seu tipo, varia significativamente. Os estudos actuais demonstram que a forma teórica de maior rendimento a exercer trabalho num eixo horizontal é a de uma semi-elípse vertical.
É curioso assinalar que era costume chamar às velas panos, certamente porque tanto um como o outro utilizavam os mesmos tecidos, o algodão, e daí o falar-se de pano quadrado, de pano redondo, etc.

## Tipo de velas
A vela começou por ser quadrada e em seguida trapezoidal para se tornar triangular, actualmente para se obter uma superfície vélica superior para uma dada altura de mastro começa-se a utilizar de novo a vela aúrica como no FONCIA.

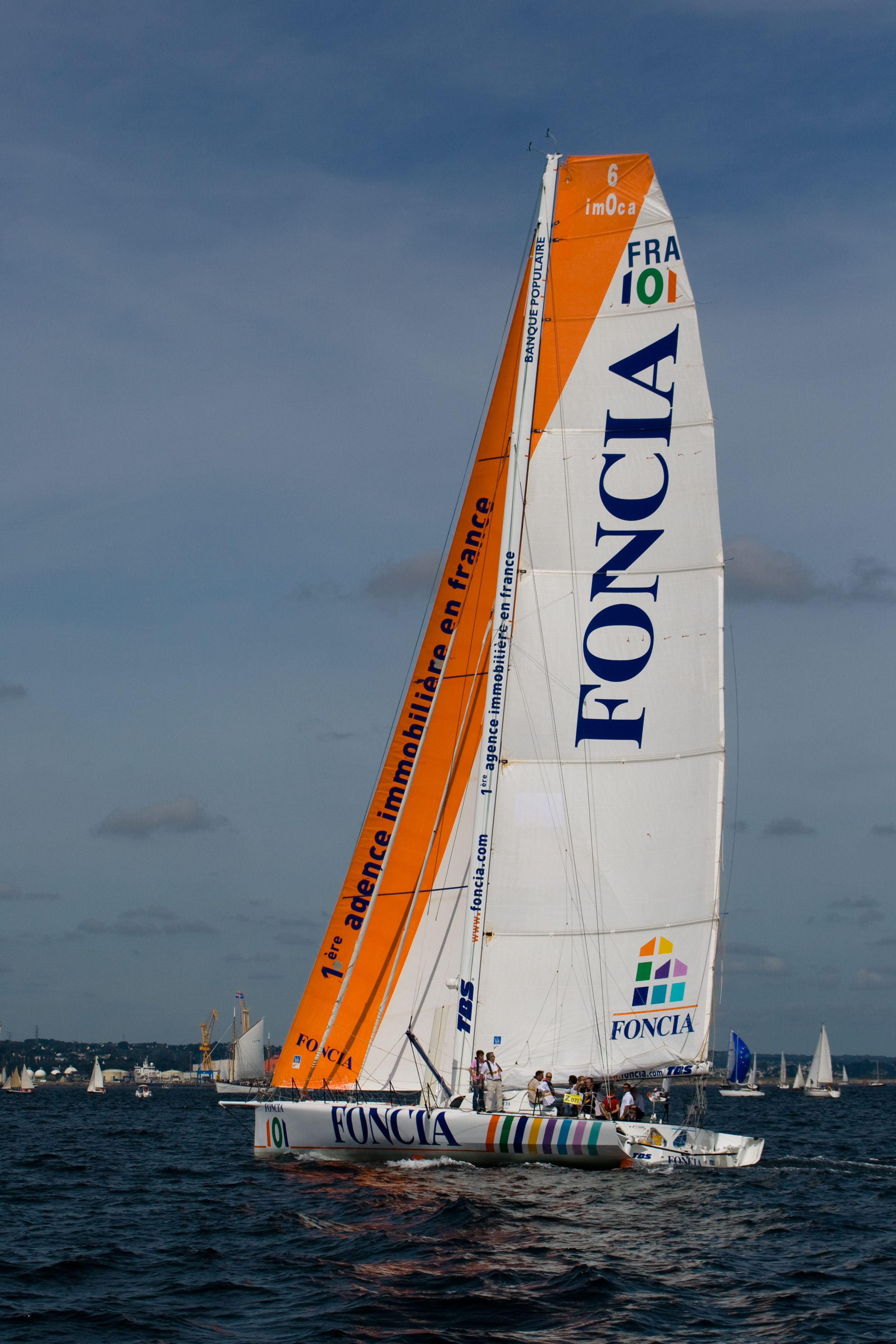
Foncea com vela aúrica

Um tipo de vela não está restrito a um tipo de veleiro pois que no caso da NRP Sagres ela dispõe de 23 velas, 10 de pano redondo e 13 de pano latino sendo destas últimas 11 do tipo triangular e 2 do tipo quadrangular. As velas que envergam em vergas atravessadas denominam-se velas redondas e as velas que envergam no sentido proa-popa denominam-se velas latinas.

### Vela quadrada — Vela redonda
A Vela quadrada ou Vela redonda  é o tipo de vela mais antigo da Europa pois que utilizada do Báltico ao Mediterrâneo nos navios mercantes e militares mas que não podiam navegar a mais de 60° em relação à direcção do vento. Rapidamente substituída a partir do século IX no Mediterrâneo pela Vela latina por permitir navegar próximo da linha do vento, a vela quadrada perdurou no Atlântico para lá do Idade Média nos dracares dos viquingues e nos cocas da Liga Hanseática. É na verga, termo náutico que designa a peça horizontal e de madeira que se apoia no mastro, onde se prendiam as velas.
Desaparece durante a primeira metade do século XX com o fim dos grandes veleiros como a NRP Sagres.

### Vela ao terço
A Vela ao terço (1/3 da altura total do mastro), com base na quadrada, começou a melhorar os resultados da navegação à bolina quando a verga passou de horizontal a quase vertical.

### Vela latina
A Vela latina é uma vela triangular que surgiu por volta de 200 a.C. na região do mar Mediterrâneo e cuja vantagem consiste no facto de um navio poder bolinar, navegar contra-vento. As velas latinas, que geralmente são triangulares, têm uma das suas faces adjacentes a um mastro. É a vela mais utilizada no veleiros monotipos ligeiros, 420, Snipe, etc.
Por muito tempo se supôs que tinha inspiração árabe — mais recentemente se reconhece que a transmissão se deu no caminho oposto: o uso desta vela pelos árabes se dá após a conquista do Egito, e a sua introdução no Oceano Índico só pode ser traçada à chegada dos portugueses na Ásia no século XVI. A verga desta vela tem o nome especial de antena. Para se terem os melhores resultados, deve mudar-se a posição da antena a cada viramento de bordo, passando-a de para o outro lado do mastro. Com esta vela desapareceram as velas quadradas.

### Vela de espicha
A Vela de espicha é o nome dado ao pau que preso ao mastro sobe em diagonal — entre 30 a 45° — para segurar a vela trapezoidal de embarcações como a do Optimist.

### Vela houari
A Vela houari é uma evolução da vela de espiche no qual este se inclina ainda mais chegar aos 25 a 30 o da vertical. Simples de instalar, permite aumentar ainda mais a superfície da vela. É a prefiguração da vela triangular.

### Vela aúrica ou vela de cuchillo
A vela aúrica ou vela de cuchillo de forma trapezoidal apresenta sempre a mesma face ao vento, e é segundo alguns especialistas náuticos uma evolução da vela quadrada até porque a verga, inicialmente horizontal, passou a inclinar-se e assim conseguiram-se melhores resultados a navegar próximo da linha do vento. O Optimist emprega uma vela deste tipo.
Este tipo de vela foi muito conhecida nas embarcações de trabalho do Atlântico Norte.

### Vela bermudiana — Vela Marconi
A Vela bermudiana ou vela Marconi é o antepassado do mastro com brandal tradicional onde o mastro estava inclinado para trás, como é a forma encurvada de uma prancha à vela. O termo Marconni refere-se ao sistema de fixação da vela no mastro que corre ao longo de uma fenda no mastro e se assemelha ao utilizado nas antenas da TSF de Marconi

#### Galeria de velas

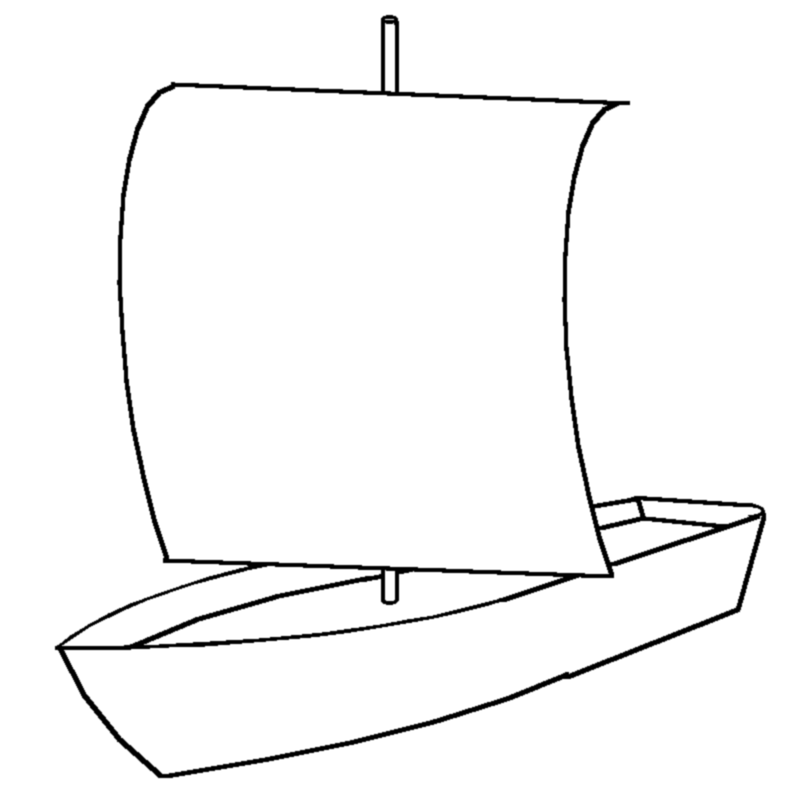
Vela quadrada
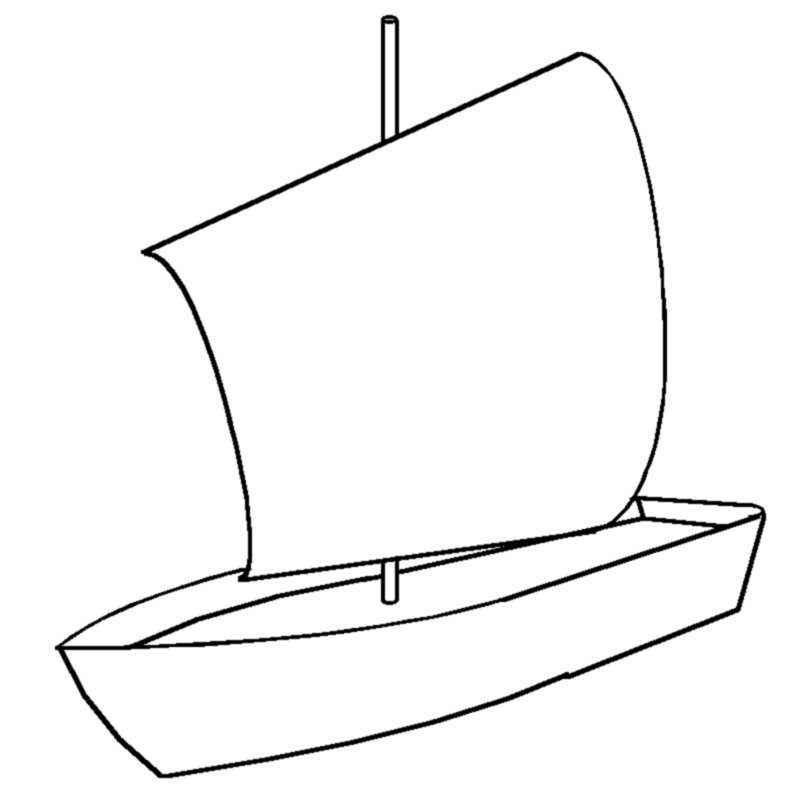
Vela ao terço
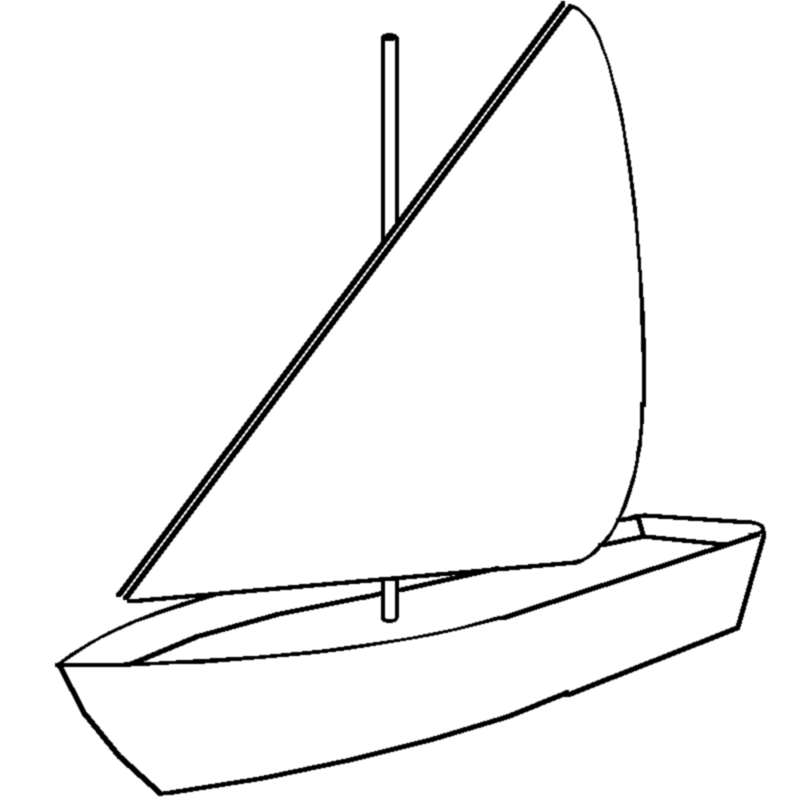
Vela latina
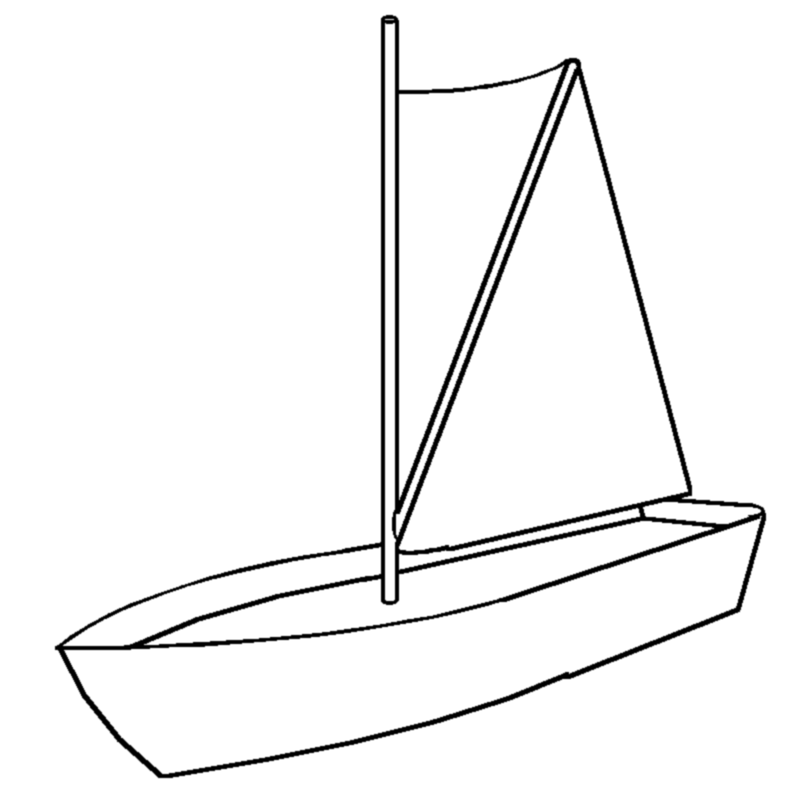
Vela de espicha
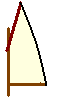
Vela Houari
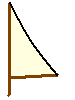
Vela Bermudiana

## Regular as velas
Muito basicamente as velas têm que ser ajustadas, caçadas ou folgadas, para que numa dada direcção seja optimizada a força que o vento exerce nas vela, tanto na vela de estai como na vela grande.
Assim, quando o burro está pouco caçado, pouco tenso, a valuma fica mais solta e a vela grande enche mais ficando assim com mais saco ("barriga"). Quando o saco está bem atrás a entrada é dita fina e autoriza apenas uma estreita faixa eficiente de ar, o que permite trabalhar com um ângulo mais fechado com o vento e o barco pode orçar mais.